# Regierungswechsel in Kirgisistan 2010
Der Regierungswechsel in Kirgisistan 2010 (auch genannt Melonenrevolution) sind die Ereignisse, die Präsident Kurmanbek Bakijew das Amt kosteten, seine Regierung am 7. April 2010 zu Fall brachten und die kirgisische Übergangsregierung ins Amt brachten.
Die Unruhen in Kirgisistan erwuchsen aus zahlreichen Demonstrationen, die zunehmend gewalttätiger wurden und das Land über Monate in eine schwere politische Krise stürzten.

## Vorgeschichte
Die Krise wurde durch Unzufriedenheit wegen Korruption, steigender Preise und fehlender Strategien der Regierung, mit den Folgen der Wirtschaftskrise umzugehen, ausgelöst. Ein Drittel der 5,3 Millionen Einwohner Kirgisistan lebt unter der Armutsgrenze. Durch die Wirtschaftskrise verschärften sich die Probleme durch die verminderten Überweisungen kirgisischer Arbeiter aus Russland.
Sowohl die USA als auch Russland unterhielten damals jeweils eine Militärbasis im Norden in der Nähe der Hauptstadt Bischkek. Seit 1996 baute das Pentagon seine Militärpräsenz in Kirgisistan im Rahmen des FMF-Programms (Foreign Military Financing) kontinuierlich aus. Doch gaben die USA 2014 den Standort auf und zogen sich aus Kirgisistan zurück.

## Verlauf

### Einrichtung einer Übergangsregierung

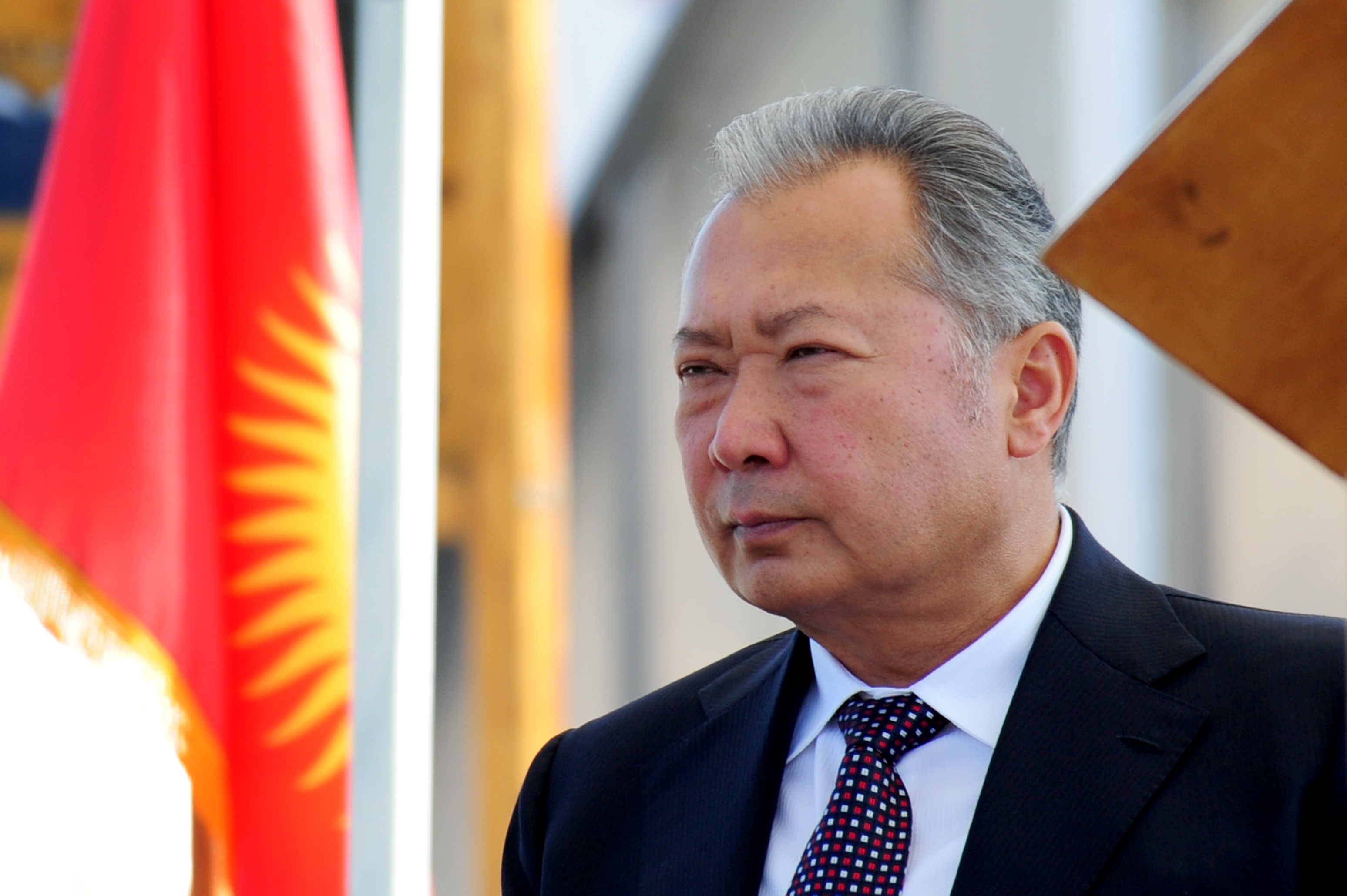
Kurmanbek Bakijew (2009)

Bei Demonstrationen gegen die Regierung wurden im April Dutzende Menschen getötet. Der Vorsitzende der Sozialdemokratischen Partei Kirgisistans, Almasbek Atambajew, und weitere Oppositionelle wurden festgenommen. Gleichzeitig verhängte der damalige Präsident Bakijew in Bischkek sowie im Norden des Landes den Ausnahmezustand und eine nächtliche Ausgangssperre.
Die Opposition verkündete am 7. April den Sturz der Regierung und die Einrichtung einer Übergangsregierung unter der Ex-Außenministerin Rosa Otunbajewa. Präsident Bakijew weigerte sich zunächst zurückzutreten und flüchtete in die Stadt Dschalal-Abad, seine Heimatstadt im Süden des Landes. Auch Vertraute Bakijews, wie der damalige Bürgermeister der Hauptstadt Bischkek, Nariman Tuleyev, wurden ihrer Ämter enthoben.
Im Mai kämpften in Dschalal-Abad Bakijew-Anhänger mit ansässigen Usbeken.

### Sturz des Präsidenten

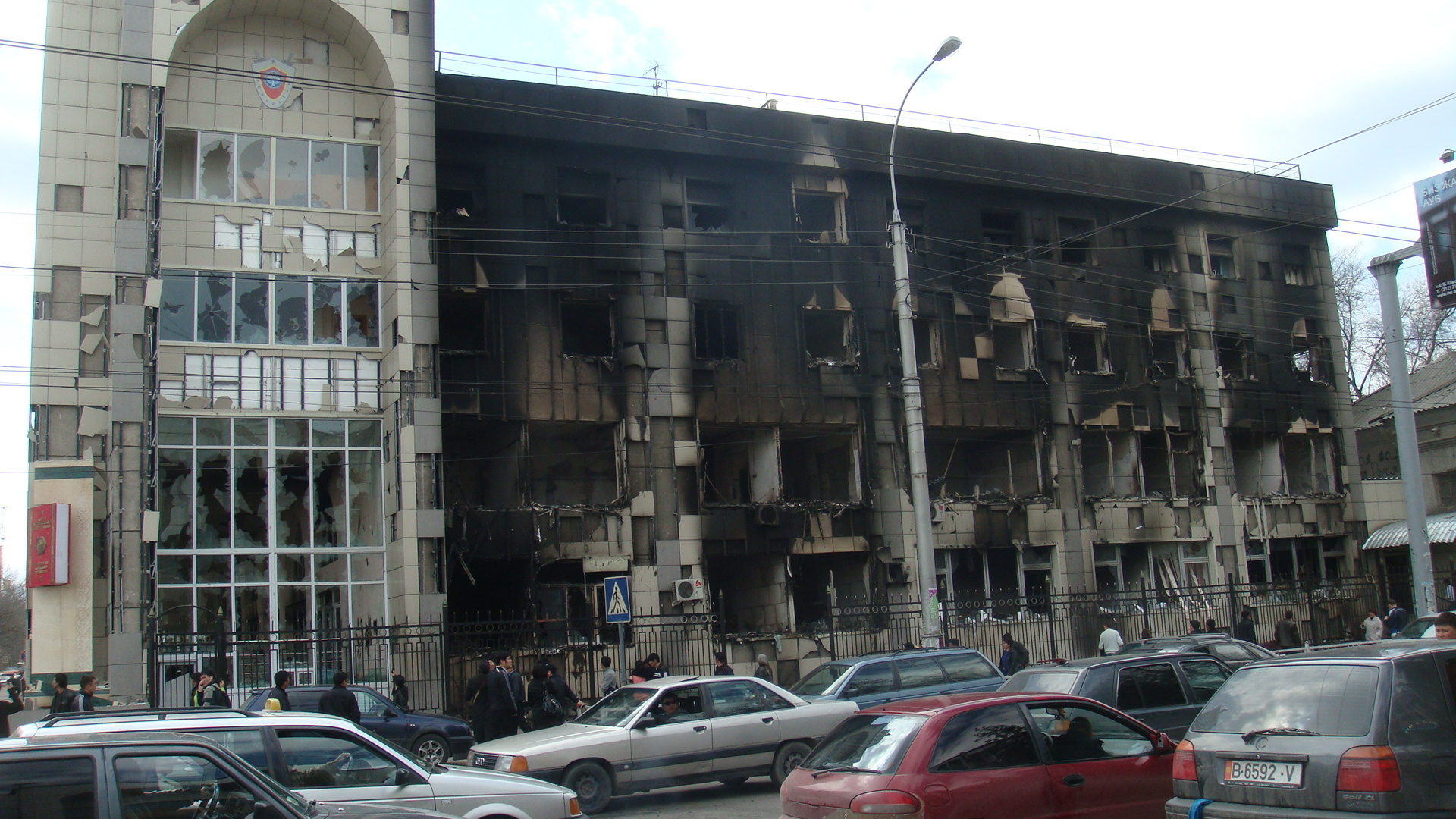
Die Staatsanwaltschaft, auch während der Unruhen niedergebrannt

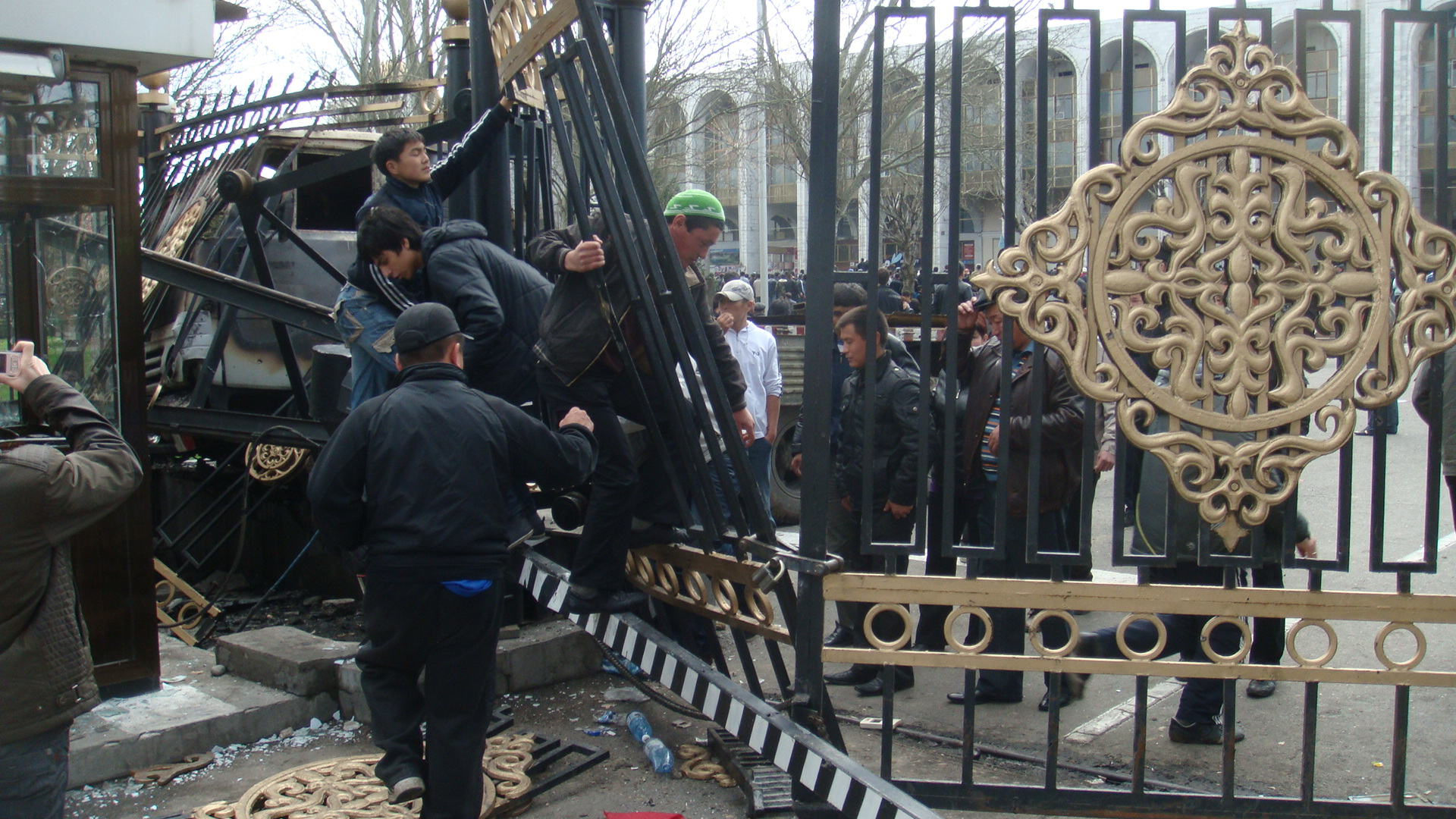
Gegner im Hof des kirgisischen Präsidentenpalastes

Eine Woche nach dem Aufstand in Kirgisistan erklärte der frühere Präsident Kurmanbek Bakijew seinen Rücktritt und setzte sich mit seiner Familie ins benachbarte Kasachstan ab. Nachdem seine Rückkehr vom Parlament abgelehnt worden war, ging er schließlich nach Belarus. Er selbst und Mitglieder seiner Familie werden wegen Mordes an 87 Demonstranten mit internationalem Haftbefehl gesucht.